# Geissanthus abditus
Geissanthus abditus (Mez) G.Agostini – gatunek roślin z rodziny pierwiosnkowatych (Primulaceae). Występuje naturalnie w Peru. 

## Morfologia
PokrójZimozielony krzew.
LiścieBlaszka liściowa ma odwrotnie jajowato eliptyczny kształt. Mierzy 12 cm długości oraz 5–6 cm szerokości, jest całobrzega, ma zbiegającą po ogonku nasadę i tępy wierzchołek. Ogonek liściowy jest nagi i ma 5 mm długości.
KwiatyZebrane w wiechach o długości 10 cm, wyrastających z kątów pędów. Mają działki kielicha o owalnym kształcie. Płatków jest 5, są trójkątne.